# Волоконница разорванная
Волоконница рваная, или волоконница разорванная (лат. Inocybe lacera) — ядовитый гриб из семейства волоконницевые, широко распространённый в Евразии и Северной Америке.

## Описание

### Макроморфология

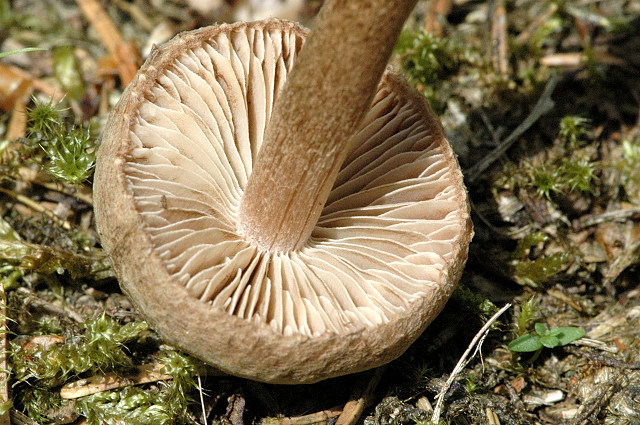
Шляпка снизу

Шляпка достигает 1—4 см в диаметре, у молодых плодовых тел выпуклая, ширококолокольчатая, но со временем она становится почти плоской, сохраняя лишь небольшой широкий бугорок посередине. Поверхность шляпки волокнисто-войлочная или войлочно-чешуйчатая, окрашена в коричневые оттенки от цвета ореховой скорлупы до бурого, по краю более светлая, с остатками кортины. Также бывает жёлто-бурой или светло-коричневой шляпкой до 5 см в диаметре. Мелкочешуйчатая, распростёрто-конической формы с белым хлопьевидным, нередко рваным краем. Пластинки широкие, узко приросшие. Поначалу имеют сероватую окраску, после становятся грязновато-бурыми, с зубчатым белым краем.
Ножка 2—4 см длиной, 0,2—0,5 см диаметром, равным по всей длине или немного меньшим к основанию, округлая, плотная, по форме прямая или изогнутая, волокнистая, того же цвета, что и шляпка, без мучнистого налёта, с красновато-бурыми волокнистыми чешуйками на поверхности.
Мякоть шляпки беловатая, ножки — буроватая, запах очень слабый, напоминает запах затхлой муки, вкус сначала сладковатый, затем горький.

### Микроморфология
Споры удлинённо-эллипсоидальные, слегка веретеновидные, похожие на споры трубчатых грибов, цилиндрические слегка угловатые, напоминающие по форме инфузорию-туфельку. Размеры спор 10—16 × 4,5—6,5 мкм. Базидии четрырёхспоровые вместе с двуспоровыми, имеют размеры 24—32 × 8—11 мкм. Хейлоцистиды и плевроцистиды 45—70 × 10—21 мкм, веретеновидной или конусовидной формы, со стенкой толщиной от 1—1,5 до 2—3 мкм и, иногда, кристаллами на вершние. Парацистиды от булавовидных до грушевидных, с тонкой стенкой и без кристаллов. Каулоцистиды отсутствуют, но в верхней части ножки имеются каулоцистидиоидные волоски.

#### Изменчивость
Как макроскопические, так и микроскопические признаки очень изменчивы. Выделяют несколько разновидностей, среди которых:
- Inocybe lacera var. lacera — споры от удлинённо-цилиндрических до слегка веретеновидных, напоминают споры трубчатых грибов. Хейло- и плевроцистиды с бесцветными стенками толщиной 1—2 мкм. Произрастает в хвойных и лиственных лесах и тундрах[1].
- Inocybe lacera var. helobia Kuyper — споры слегка угловатые или напоминающие по форме инфузорию-туфельку. Хейло- и плевроцистиды с жёлто-зелёными стенками толщиной 2,5—3,5 мкм. Произрастает в ивняках и ольшанниках[1].
- Inocybe lacera var. rhacodes (Faver) Kuyper — споры слегка угловатые и по форме напоминают инфузорию-туфельку. Хейлоцистиды  в виде цепочки соединённых цилиндрических сегментов, из которых терминальный, в виде настоящей цистиды, имеет буроватые стенки и в толщину достигает менее 1 мкм. Плевроцистиды толстостенные (2—3 мкм), с острым верхним концом, который заужен в виде сосочка. Содержимое парацистид бурое. Произрастает в тундрах[1].

## Ареал и экология
Широко распространён в Европе, Азии и Северной Америке. Произрастает в хвойных и лиственных лесах, ивняках, ольшанниках, в высокогорных и высокоширотных тундрах, на бедных почвах, часто на песке. Плодовые тела с мая по октябрь. Растёт в сыроватых местах, по краям дорог и канав, поодиночке или небольшими группами.

## Съедобность
Гриб смертельно ядовит. Симптомы отравления, как при употреблении волоконницы Патуйяра или волоконницы земляной[какие?]. В тканях гриба содержится опасный для жизни человека яд[какой?], вызывающий сильнейшее пищевое отравление.